# Erik Lamela
Erik Lamela, né le 4 mars 1992 à Buenos Aires en Argentine, est un footballeur international argentin qui évolue au poste d'ailier droit à l'AEK Athènes.

## Biographie

### River Plate (2009-2011)
Formé à River Plate, Erik Lamela y fait ses débuts en équipe première en 2009.
En 2004, ce milieu offensif, alors âgé de douze ans, fait parler de lui en étant tout proche de signer au FC Barcelone avant que les autorités argentines n'empêchent le transfert.
Régulièrement appelé dans les sélections nationales de jeunes, Erik Lamela participe à 17 ans à son premier match professionnel, le 14 juin 2009 en championnat de clôture contre Tigre. Avec le numéro 10 lors de la saison 2010-2011, il inscrit son premier but chez les professionnels le 5 décembre 2010 face à Colón lors du championnat d'ouverture 2010-2011. Mais son club est finalement relégué en deuxième division en juin 2011.

### AS Roma (2011-2013)
Le 9 juillet 2011, il signe un contrat de quatre ans à l'AS Rome dans le cadre d'un transfert estimé un montant d'un peu plus de quinze millions d'euros.
Le 23 octobre 2011, pour sa première titularisation, il inscrit son premier but en Série A. Il réalise son premier doublé le 11 janvier 2012, lors d'une rencontre de coupe d'Italie contre l'ACF Fiorentina. Son équipe s'impose par trois buts à zéro ce jour-là. Pour sa première saison, sous les ordres de Luis Enrique, il est l'auteur de performances encourageantes. Mais c'est avec l'arrivée de Zdeněk Zeman à l'été 2012 et de son football offensif que l'argentin semble exprimer pleinement son potentiel. Avec sept buts au compteur au bout de dix journées, il dépasse déjà ses performances de la saison précédente et inscrit même son premier doublé en Série A le 28 octobre 2012 face à l'Udinese Calcio.
Lors de la saison 2012-2013, il termine avec trente titularisations et quinze buts au compteur.

### Tottenham Hotspur (2013-2021)
Le jeune prodige argentin rejoint Tottenham Hotspur le 28 août 2013, contre une somme de trente millions d’euros plus cinq de bonus, pour remplacer Gareth Bale, parti au Real Madrid. Il signe un contrat qui le lie aux Spurs jusqu’en 2018. Il joue son premier match sous ses nouvelles couleurs le 1er septembre 2013, lors d'une rencontre de Premier League face au rival de l'Arsenal FC. Il entre en jeu à la place d'Andros Townsend ce jour-là et son équipe s'incline par un but à zéro.
Cependant, ses prestations sont décevantes. Malgré quinze matchs joués (dont dix titularisations), Lamela ne parvient à marquer qu’un seul but.
Par la suite, il se blessera à l'entrainement et sera indisponible tout le reste de la saison. Le 23 octobre, le jeune joueur argentin marque un but sur un coup du foulard depuis l'exterieur de la surface face à l'Asteras Tripolis lors d'un match de Ligue Europa.
La saison 2015-2016 démarre mieux que les précédentes pour l'Argentin. Fin septembre, il marque lors d'une victoire 4-1 contre Manchester City puis contre Bournemouth. Lamela se distingue en Ligue Europa en réalisant un triplé contre l'AS Monaco durant la dernière journée de phase de groupes.
En mars 2021, il marque un second but coup du foulard lors d'un match face à Arsenal FC en championnat (défaite 2-1), avant de recevoir un carton rouge. Le 2 avril 2021, il remporte le trophée du but du mois de mars en Premier League pour son but . Le 5 juin 2021, il a remporté le prix du but de la saison dans le derby du nord de Londres.

### FC Séville (2021-2024)
Le 26 juillet 2021, il est vendu au FC Séville en échange de Bryan Gil qui rejoint lui Tottenham,. Lamela s'engage pour trois saisons avec le club sévillan et portera le numéro 17.
Le 15 août 2021, Erik Lamela joue son premier match officiel en Liga avec le FC Séville lors de la 1ère journée de championnat. Entré à la mi-temps, il marque un doublé (55e min et 79e min) face au Rayo Vallecano. Son équipe s'impose par 3 buts à 0.
Fin mai 2024, il quitte le club, FC Séville après trois ans passée au club.

### AEK Athènes (depuis 2024)
En juillet 2024, il rejoint le club grec AEK Athènes où il a signé un contrat qui court jusqu'en été 2027.

### En sélection nationale
Il participe à la coupe du monde des -20ans 2011 en Colombie. Malgré ses bonnes prestations, l'Argentine perd en quart de finale contre le Portugal.
Il est sélectionné pour la première fois en équipe nationale en mai 2011, à 19 ans.
Il joue avec l'équipe nationale d'Argentine contre le Guatemala le 14/06/13 (victoire 4-0).
Il est ensuite sélectionné pour un match amical contre l'Italie au Stade Olimpico le 14/08/13 (victoire 2-1).

## Statistiques

### Statistiques détaillées
| Saison                | Club                  | Championnat           | Championnat | Championnat | Championnat | Coupe nationale | Coupe nationale | Coupe nationale | Coupe de la Ligue | Coupe de la Ligue | Coupe de la Ligue | Compétition(s) continentale(s) | Compétition(s) continentale(s) | Compétition(s) continentale(s) | Compétition(s) continentale(s) | Supercoupe UEFA | Supercoupe UEFA | Supercoupe UEFA | Argentine | Argentine | Argentine | Total | Total | Total |
| Saison                | Club                  | Division              | M.          | B.          | P.d.        | M.              | B.              | P.d.            | M.                | B.                | P.d.              | Comp.                          | M.                             | B.                             | P.d.                           | M.              | B.              | P.d.            | M.        | B.        | P.d.      | M.    | B.    | P.d.  |
| 2008-2009             | River Plate           | Primera División      | 1           | 0           | 0           | -               | -               | -               | -                 | -                 | -                 | -                              | -                              | -                              | -                              | -               | -               | -               | -         | -         | -         | 1     | 0     | 0     |
| 2009-2010             | River Plate           | Primera División      | 1           | 0           | 0           | -               | -               | -               | -                 | -                 | -                 | -                              | -                              | -                              | -                              | -               | -               | -               | -         | -         | -         | 1     | 0     | 0     |
| 2010-2011             | River Plate           | Primera División      | 34          | 4           | 7           | -               | -               | -               | -                 | -                 | -                 | -                              | -                              | -                              | -                              | -               | -               | -               | 1         | 0         | 0         | 35    | 4     | 7     |
| Sous-total            | Sous-total            | Sous-total            | 36          | 4           | 7           | -               | -               | -               | -                 | -                 | -                 | -                              | -                              | -                              | -                              | 0               | 0               | 0               | 1         | 0         | 0         | 37    | 4     | 7     |
| 2011-2012             | AS Rome               | Serie A               | 29          | 4           | 6           | 2               | 2               | 0               | -                 | -                 | -                 | -                              | -                              | -                              | -                              | -               | -               | -               | -         | -         | -         | 31    | 6     | 6     |
| 2012-2013             | AS Rome               | Série A               | 33          | 15          | 5           | 3               | 0               | 1               | -                 | -                 | -                 | -                              | -                              | -                              | -                              | -               | -               | -               | 1         | 0         | 0         | 37    | 15    | 6     |
| Sous-total            | Sous-total            | Sous-total            | 62          | 19          | 11          | 5               | 2               | 1               | -                 | -                 | -                 | -                              | -                              | -                              | -                              | 0               | 0               | 0               | 1         | 0         | 0         | 68    | 21    | 12    |
| 2013-2014             | Tottenham Hotspur     | Premier League        | 9           | 0           | 1           | 0               | 0               | 0               | 2                 | 0                 | 0                 | C3                             | 6                              | 1                              | 2                              | -               | -               | -               | 4         | 0         | 1         | 21    | 1     | 4     |
| 2014-2015             | Tottenham Hotspur     | Premier League        | 33          | 2           | 7           | 1               | 0               | 0               | 4                 | 1                 | 1                 | C3                             | 8                              | 2                              | 0                              | -               | -               | -               | 6         | 1         | 0         | 52    | 6     | 8     |
| 2015-2016             | Tottenham Hotspur     | Premier League        | 34          | 5           | 9           | 2               | 0               | 1               | 0                 | 0                 | 0                 | C3                             | 8                              | 6                              | 0                              | -               | -               | -               | 10        | 2         | 0         | 54    | 13    | 10    |
| 2016-2017             | Tottenham Hotspur     | Premier League        | 9           | 1           | 1           | 0               | 0               | 0               | 2                 | 1                 | 3                 | C1                             | 3                              | 0                              | 2                              | -               | -               | -               | 1         | 0         | 0         | 15    | 2     | 6     |
| 2017-2018             | Tottenham Hotspur     | Premier League        | 25          | 2           | 3           | 6               | 2               | 4               | 0                 | 0                 | 0                 | C1                             | 2                              | 0                              | 0                              | -               | -               | -               | -         | -         | -         | 33    | 4     | 7     |
| 2018-2019             | Tottenham Hotspur     | Premier League        | 19          | 4           | 1           | 1               | 0               | 0               | 4                 | 1                 | 0                 | C1                             | 9                              | 1                              | 0                              | -               | -               | -               | -         | -         | -         | 33    | 6     | 1     |
| 2019-2020             | Tottenham Hotspur     | Premier League        | 25          | 2           | 1           | 4               | 1               | 0               | 1                 | 0                 | 0                 | C1                             | 5                              | 1                              | 2                              | -               | -               | -               | -         | -         | -         | 35    | 4     | 3     |
| 2020-2021             | Tottenham Hotspur     | Premier League        | 23          | 1           | 0           | 2               | 1               | 0               | 2                 | 1                 | 0                 | C3                             | 8                              | 1                              | 2                              | -               | -               | -               | -         | -         | -         | 35    | 4     | 2     |
| Sous-total            | Sous-total            | Sous-total            | 177         | 17          | 23          | 16              | 4               | 5               | 15                | 4                 | 4                 | -                              | 49                             | 12                             | 8                              | 0               | 0               | 0               | 21        | 3         | 1         | 278   | 40    | 41    |
| 2021-2022             | Séville FC            | Liga                  | 20          | 5           | 2           | -               | -               | -               | -                 | -                 | -                 | C1                             | 4                              | 0                              | 0                              | -               | -               | -               | -         | -         | -         | 24    | 5     | 2     |
| 2022-2023             | Séville FC            | Liga                  | 33          | 6           | 0           | 3               | 1               | 1               | -                 | -                 | -                 | C1+C3                          | 5+8                            | 0+2                            | 0+2                            | -               | -               | -               | -         | -         | -         | 49    | 9     | 3     |
| 2023-2024             | Séville FC            | Liga                  | 12          | 2           | 0           | 2               | 0               | 0               | -                 | -                 | -                 | C1                             | 3                              | 0                              | 0                              | 1               | 0               | 0               | -         | -         | -         | 18    | 2     | 0     |
| Sous-total            | Sous-total            | Sous-total            | 65          | 13          | 2           | 5               | 1               | 1               | 0                 | 0                 | 0                 | -                              | 20                             | 2                              | 2                              | 1               | 0               | 0               | 0         | 0         | 0         | 91    | 16    | 5     |
| Total sur la carrière | Total sur la carrière | Total sur la carrière | 339         | 52          | 43          | 26              | 7               | 7               | 15                | 4                 | 4                 | -                              | 69                             | 14                             | 10                             | 1               | 0               | 0               | 23        | 3         | 1         | 473   | 80    | 65    |

### Buts internationaux
| Buts internationaux d'Erik Lamela | Buts internationaux d'Erik Lamela | Buts internationaux d'Erik Lamela        | Buts internationaux d'Erik Lamela | Buts internationaux d'Erik Lamela | Buts internationaux d'Erik Lamela | Buts internationaux d'Erik Lamela |
| 0                                 | Date                              | Lieu                                     | Adversaire                        | Score                             | Résultats                         | Compétitions                      |
| --------------------------------- | --------------------------------- | ---------------------------------------- | --------------------------------- | --------------------------------- | --------------------------------- | --------------------------------- |
| 1                                 | 3 septembre 2014                  | Esprit arena, Düsseldorf, Allemagne      | Allemagne                         | 0-2                               | 2-4                               | Match amical                      |
| 2                                 | 14 juin 2016                      | CenturyLink Field, Seattle, États-Unis   | Bolivie                           | 1-0                               | 3-0                               | Copa América Centenario           |
| 3                                 | 18 juin 2016                      | Gillette Stadium, Foxborough, États-Unis | Venezuela                         | 4-1                               | 4-1                               | Copa América Centenario           |

## Palmarès

### En club
Avec Tottenham Hotspur, Erik Lamela est finaliste de la Coupe de la Ligue anglaise en 2015 et 2021. Il est également finaliste de la Ligue des champions en 2019.
Avec l'AS Rome, il est finaliste de la Coupe d'Italie en 2013.
Avec le Séville FC, il remporte la Ligue Europa en 2023 puis est finaliste de la Supercoupe de l'UEFA 2023.

### En sélection
Avec la sélection argentine, Lamela est finaliste de la Copa América en 2015.

### Distinction personnelle
- Plus beau but de la saison du championnat d'Angleterre en 2021.

- Prix Puskás de la FIFA du plus beau but de l'année 2021.